# Gruagach
Dans la mythologie gaelle, un gruagach est une sorte de gobelin ou de fée.  
En irlandais, le terme est masculin et peut désigner un gobelin poilu, une personne hirsute et peu raffinée, un ogre ou un géant, ou un guerrier épouvantable. 
En gaélique écossais, le terme est féminin et peut désigner une jeune fille ou un gobelin. 
Dans les deux langues, le nom indique la présence de cheveux hirsutes : gruaig (irlandais) et gruag (gaélique écossais) signifient tous deux « cheveux ». Le terme provient du vieil irlandais qui servait à décrire les jeunes filles non mariées, car elles ne se couvraient pas les cheveux, contrairement aux femmes mariées. En ce sens on peut donc rapprocher le gruagach de la peallag et de la bean-nighe, elles aussi issues du folklore gael. 
Le terme gruagach a été repris par l’auteur et scénariste de Hellboy, Mike Mignola, pour l’un de ses personnages, mais le personnage en question ne possède aucun des attributs qui lui vaudraient ce nom en gaélique. 